# Командование сил специальных операций Испании
Командование сил специальных операций Испании или Командование специальных операций (исп. Mando de Operaciones Especiales, сокращённо MOE) — воинское формирование командного типа, отвечающее за управление группами сил специальных операций в составе Сухопутных войск Испании. Центр — Аликанте, казармы Альферес Рохас Наваррете (исп. Alférez Rojas Navarrete). Образовано в 1997 году.

## Краткая история

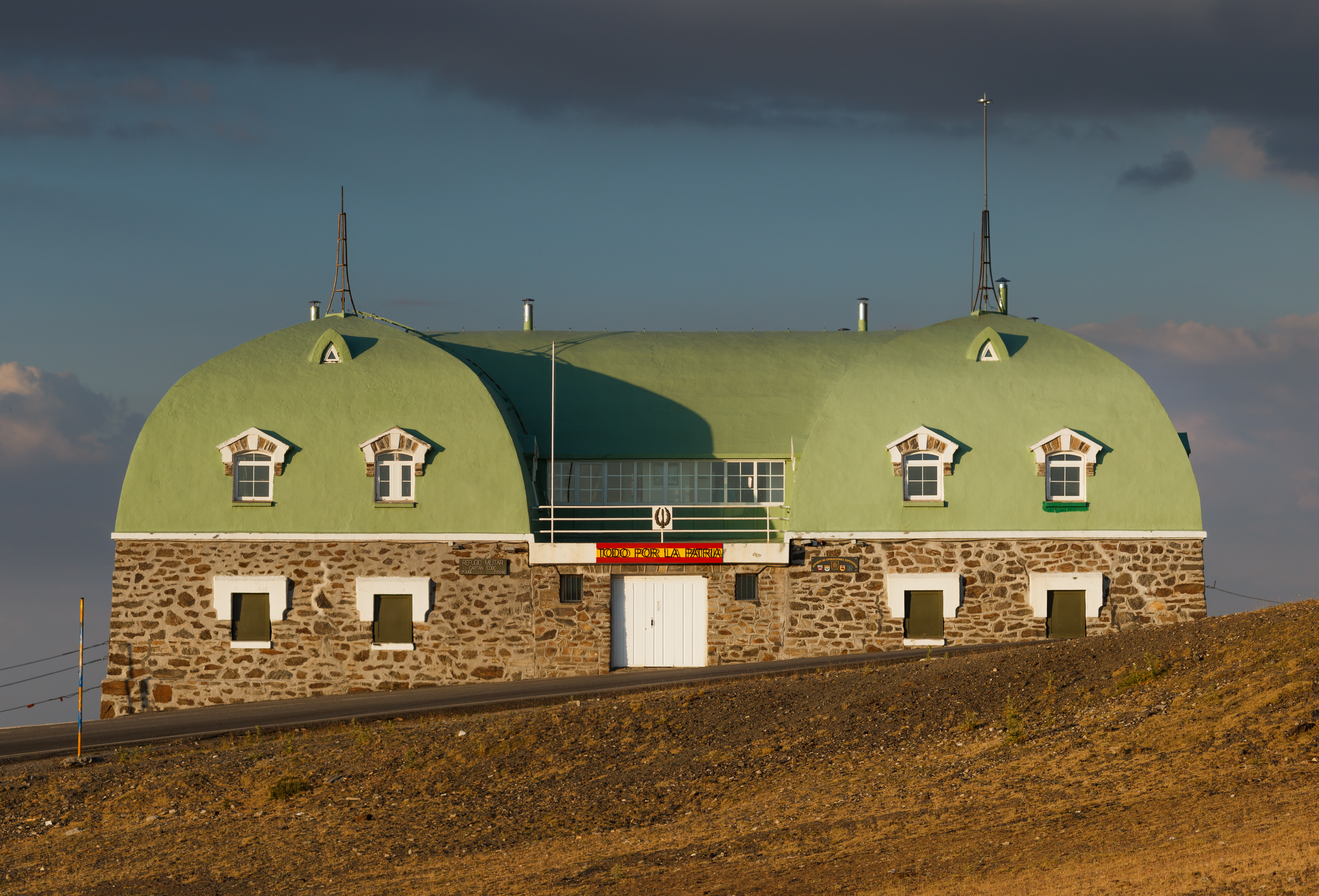
Военная база «Капитан Кобо» на высоте 2550 м, хребет Сьерра-Невада

Командование было образовано в 1997 году по примеру армий других стран-членов НАТО, проводивших реорганизацию собственных вооружённых сил. В 1980-е годы в армии Испании было создано шесть групп сил специальных операций, а ещё одна группа находилась в составе Испанского легиона — так называемая Бандера сил специальных операций Испанского легиона (исп. Bandera de Operaciones Especiales de la Legión). Образованное командование объединило все эти группы, обеспечив преемственность традиций спецподразделений сухопутных войск, первые из которых появились ещё в 1962 году.
Штаб командования изначально располагался в городе Хака (провинция Уэска), но в конце 1999 года был перенесён в Рабасу (Аликанте). Штаб командования включает личный состав штаба (исп. Plana Mayor de Mando), штабную роту (исп. Compañía de Plana Mayor) и т. н. «опытный отдел» (исп. Unidad de Experiencias). В ведении командования по состоянию на февраль 2020 года находились 3-я группа специальных операций «Валенсия», 4-я группа «Терция Эмпордо» и 19-я бандера Испанского легиона «Мадераль Олеага» (в составе командования с 2002 года).
С сентября 2020 года в связи с реорганизацией сухопутных войск Испании Командование сил специальных операций было интегрировано в дивизию «Сан-Марсиаль» вместе с другими частями, в том числе с Парашютной бригадой и подразделениями аэромобильных войск (FAMET). Согласно официальным данным, за всю историю существования Командования сил специальных операций в его группах прошли службу более 20 тысяч человек.

## Подразделения в составе
- Группа штаб-квартиры (исп. Grupo de Cuartel General)
- 2-я группа специальных операций «Гранада» (исп. Grupo de Operaciones Especiales "Granada" II). Расформирована в феврале 2020 года, личный состав распределён по другим группам[1].
- 3-я группа специальных операций «Валенсия» (исп. Grupo de Operaciones Especiales "Valencia" III). Центр — база Командования.
- 4-я группа специальных операций «Терция Эмпордо» (исп. Grupo de Operaciones Especiales "Tercio del Ampurdán" IV). Центр — Барселона.
- 19-я бандера специальных операций «Кавалер-легионер Мадераль Олеага»[англ.] (исп. XIX Bandera de Operaciones Especiales de La Legión "C.L. Maderal Oleaga"). Ранее присутствовала в составе Испанского легиона. Центр — Ронда (провинция Малага)[2][3][4].
- Рота связи Командования сил специальных операций (исп. Compañía de Transmisiones del MOE)
- Подразделение обслуживания казарм «Альферес Рохас Наваррете» (исп. Unidad de Servicios de Acuartelamiento "Alférez Rojas Navarrete"). Относиткся к Управлению казарм при Генеральной инспекции Сухопутных войск[исп.].

## Снаряжение
В 2010-е годы Командование приобрело один экземпляр внедорожника Jankel Fox LRPV для проведения испытаний. Этот внедорожник, созданный на базе Toyota Land Cruiser, стал первым, который был разработан специально для нужд сил специальных операций стран мира и оказался в распоряжении Командования. Однако после испытаний этот экземпляр так и остался там единственным. Для восполнения нехватки внедорожников в дальнейшем закупались автомобили марки Lathar.
В 2020 году испанцы закупили 24 лёгких разведывательных автомобиля Neton для нужд специальных операций. Этот автомобиль был разработан на базе Toyota Hilux и пришёл на замену и в качестве дополнения 12 моделям Lathar 1.0 производства VT Proyectos, которые выпускались на базе Nissan Patrol ML-6. Первые модели Neton прибыли в расположение вооружённых сил Испании 3 декабря 2021 года и были переданы силам специальных операций. Сумма контракта на их поставку составляла 4,8 млн евро. Модели Lathar находились на вооружении сил специальных операций в 2015—2020 годах. И Neton, и Lathar являлись аналогами автомобиля AGF Serval.
В том же 2020 году испанцы закупили лёгкие автомобили Polaris MRZR LT-ATV для операций, проводимых при участии двух оперативников, а также ещё 10 автомобилей URO VAMTAC ST5, доведя общее количество автомобилей в Командовании сил специальных операций до 20 штук. В конце 2022 года были заказаны бронеавтомобили TSD LMV, аналогичные Iveco VTLM Lince, но произведённые в Испании; в том же году поступил заказ на Corvus DX4.
По состоянию на конец 2021 года в распоряжении Командования сил специальных операций также были 20 средних автомобилей VMEO (Vehículos Medios de Operaciones Especiales), созданных на базе URO VAMTAC ST5. Два первых подобных экземпляра поступили в распоряжение спецназа 20 февраля 2019 года. Приобретение 9 экземпляров LT-ATV было подтверждено 14 декабря 2021 года.

Автомобили на вооружении Командования сил специальных операций Испании
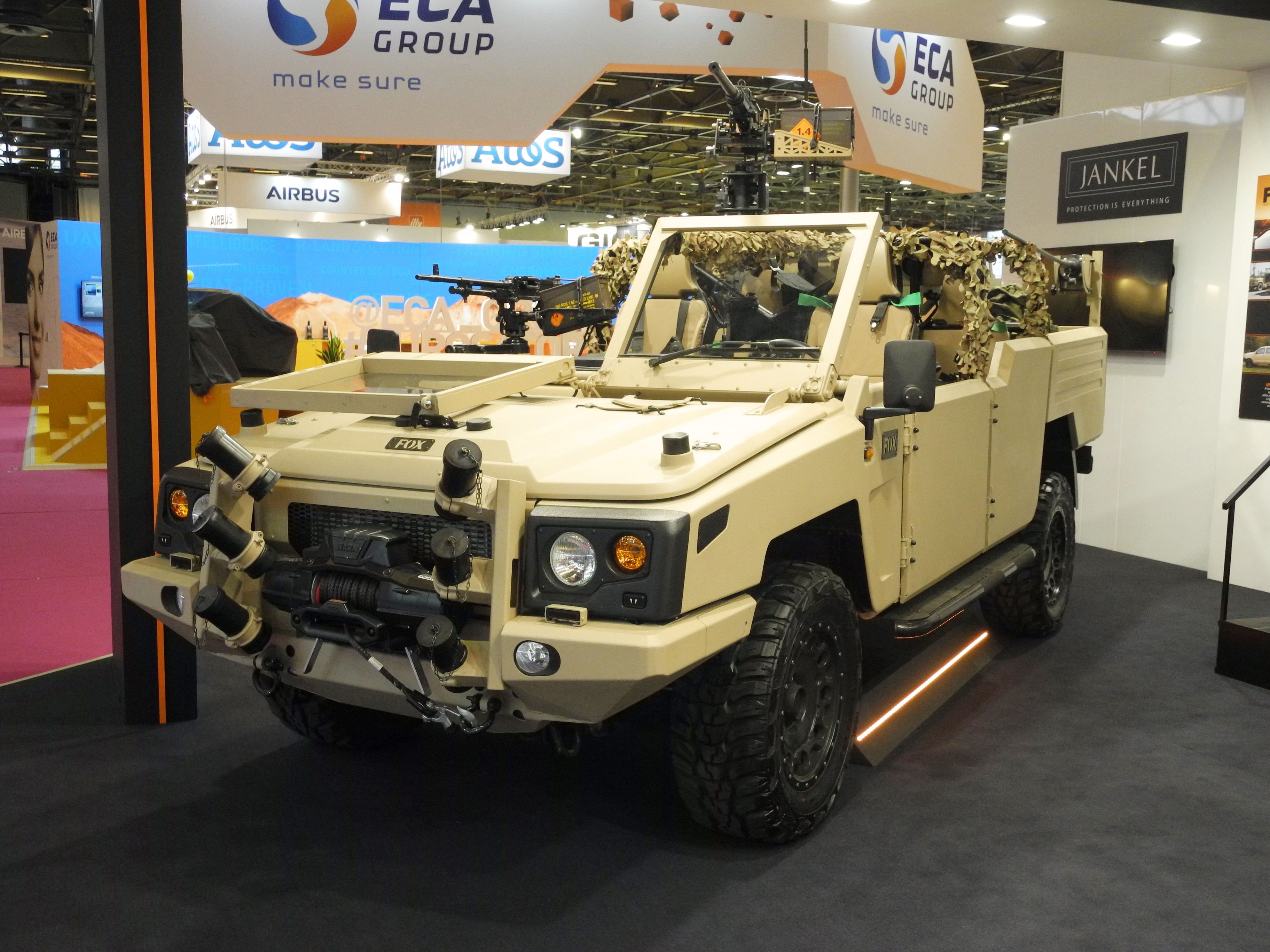
Jankel[англ.] Fox
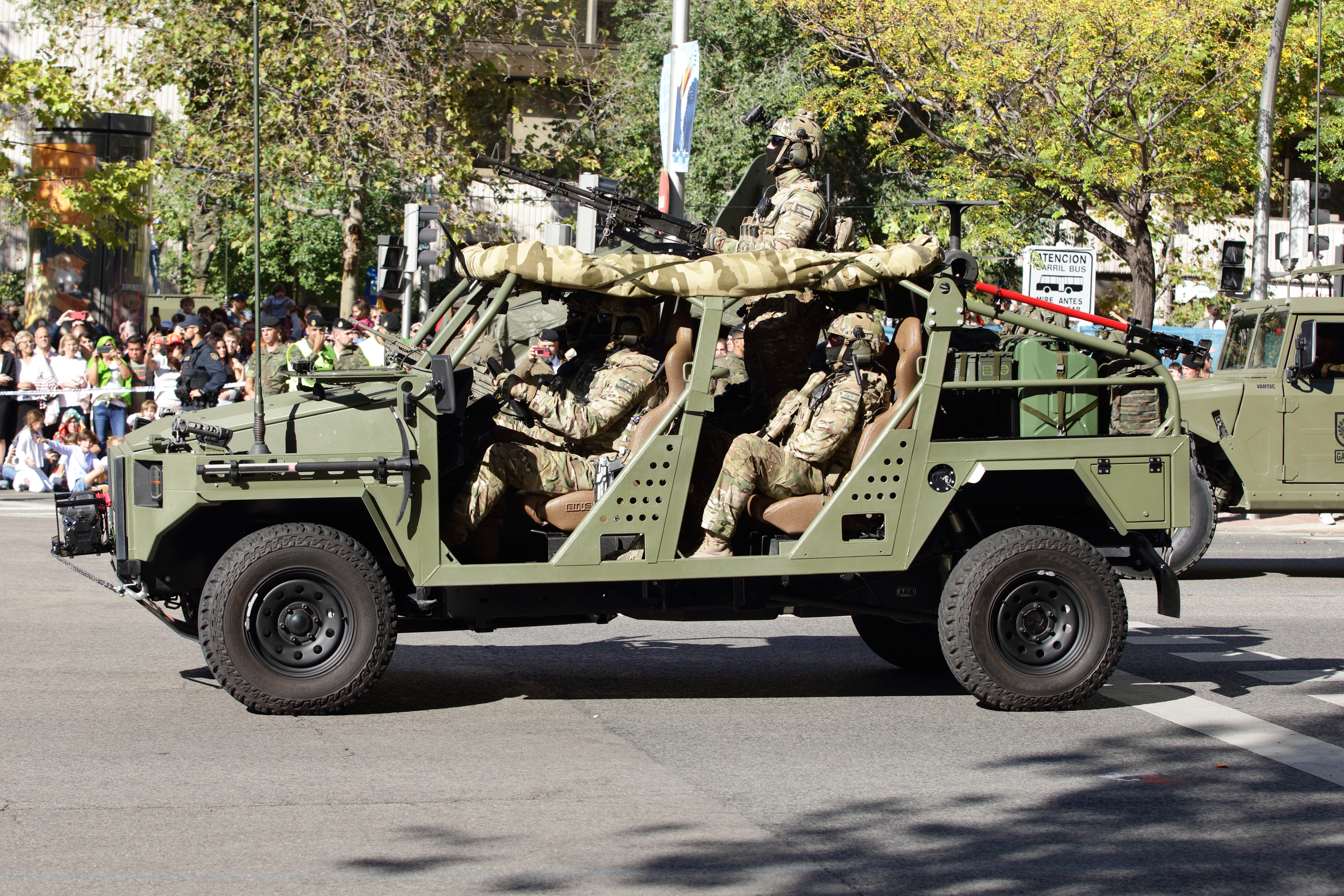
Neton[фр.]
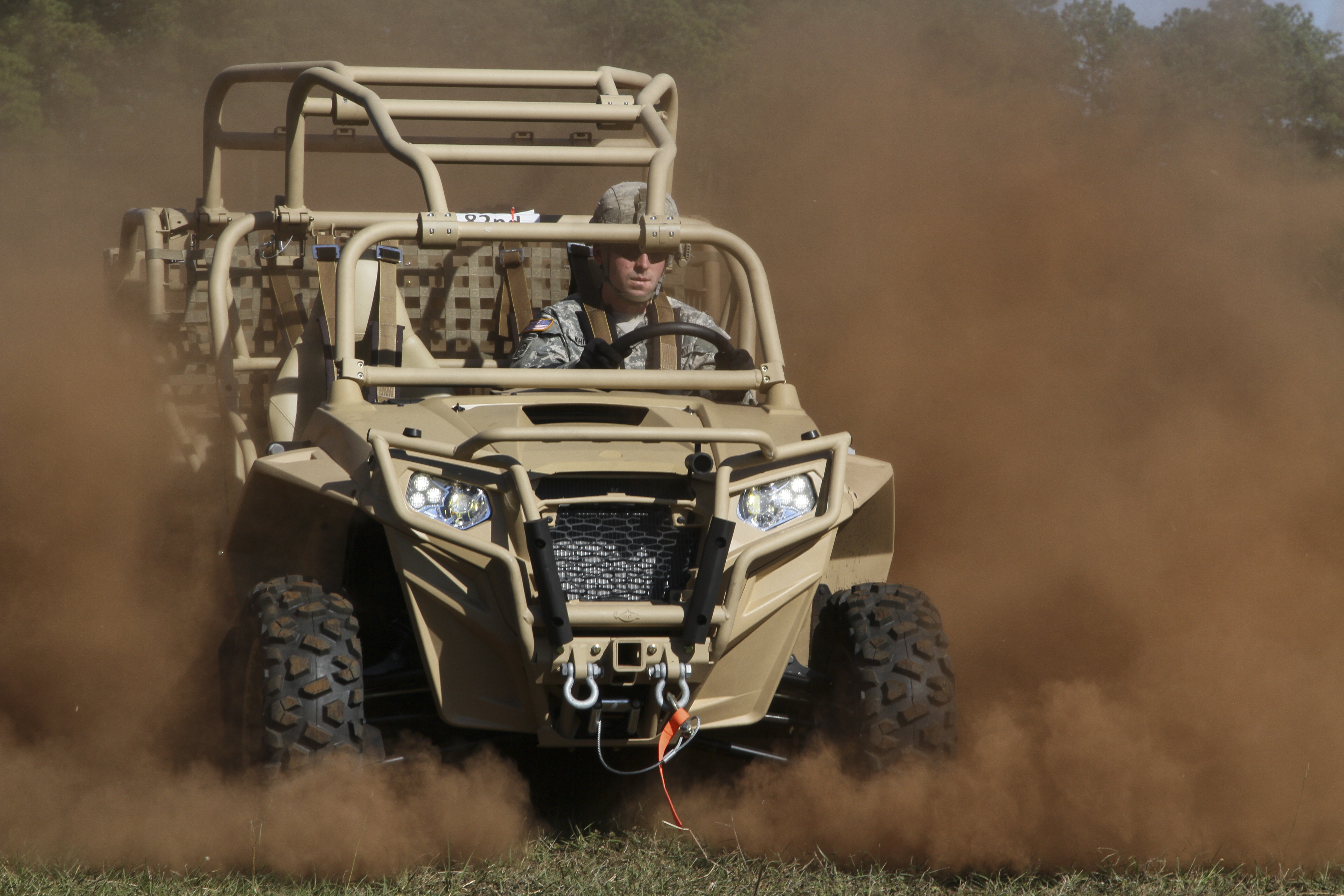
Polaris MRZR[англ.]
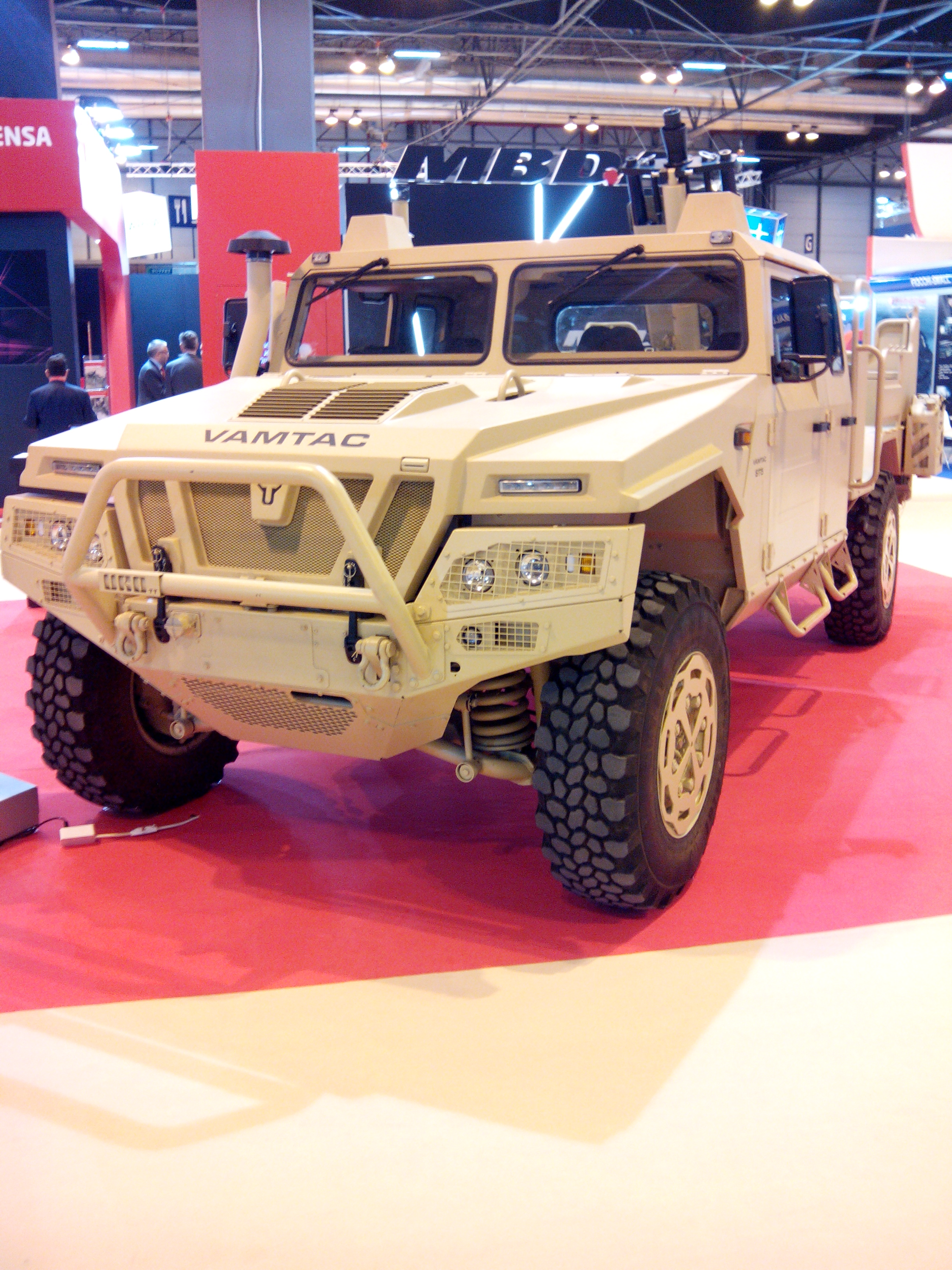
URO VAMTAC ST5